# Колушкинское сельское поселение
Колушкинское сельское поселение — муниципальное образование в Тарасовском районе Ростовской области. 
Административный центр поселения — слобода Колушкино.

## Состав сельского поселения
| № | Населённый пункт | Тип населённого пункта          | Население |
| - | ---------------- | ------------------------------- | --------- |
| 1 | Архиповка        | хутор                           | 36        |
| 2 | Колушкино        | слобода, административный центр | 940       |
| 3 | Сергеевка        | хутор                           | 186       |
| 4 | Шарпаевка        | слобода                         | 455       |

## Население
| 2010  | 2012  | 2013  | 2014  | 2015  | 2016  | 2017  | 2018  | 2019  |
| ----- | ----- | ----- | ----- | ----- | ----- | ----- | ----- | ----- |
| 1617  | ↘1590 | ↘1562 | ↘1561 | ↘1523 | ↘1518 | ↘1482 | ↘1468 | ↘1440 |
| 2020  | 2021  |       |       |       |       |       |       |       |
| ↘1423 | ↘1394 |       |       |       |       |       |       |       |